# 山県市立美山小学校
山県市立美山小学校（やまがたしりつ みやましょうがっこう）は、岐阜県山県市にある公立小学校。

## 沿革
- 2008年（平成20年） - 山県市立西武芸・富波・乾小学校統合委員会を設置[1]。
- 2010年（平成22年） - 西武芸小学校、富波小学校、乾小学校を統合し、新設開校。校舎は旧・山県市立西武芸小学校校舎を改修して使用。

## 通学区域[2]
- 岩佐
- 中洞
- 富永
- 青波
- 佐野
- 船越
- 日永
- 出戸
- 相戸
- 柿野

## 進学先中学校
- 美山中学校